# Cattedrale del Sacro Cuore (Fairbanks)
La cattedrale del Sacro Cuore (in inglese: Sacred Heart Cathedral) è il principale luogo di culto cattolico di Fairbanks, in Alaska.

## Storia
Prima della costruzione della chiesa del Sacro Cuore, serviva come cattedrale la chiesa dell'Immacolata Concezione, nel centro di Fairbanks. I lavori per la costruzione dell'edificio hanno avuto inizio nel 1962. La realizzazione del progetto è proceduta lentamente, mano a mano che sono stati reperiti i fondi necessari. La prima messa è stata celebrata il 3 aprile 1966, festa della domenica delle palme, e la cattedrale è stata consacrata dal vescovo Francis Doyle Gleeson nella solennità del Sacro Cuore, il 17 giugno 1966. Sacerdoti gesuiti hanno servito la parrocchia fino al 1982, quando la gestione della chiesa è passata sotto il diretto controllo della diocesi.